# قاسم الطائي
آية الله قاسم الطائي ( 1963 - 16 أيلول 2023) هو مرجع شيعي عراقي من النجف.
عرف عنه الثورية وله تجربة سابقة مع حكومة صدام حسين حيث كان أحد المعارضين المعتد بهم [وفقًا لِمَن؟]، ونفَّذ عمليات عسكرية في ذلك الوقت، وأحد المشاركين الفعالين في الانتفاضة الشعبانية حيث كان من ضمن الداخلين إلى مديرية أمن النجف أثناء أحداثها، بعد الانتفاضة ذهب سرًا إلى إيران للالتقاء بقادة المعارضة للتباحث معهم عن سبب فشل الانتفاضة، وقد التقى بعز الدين سليم، وعند عودته إلى العراق أُلقى القبض عليه المخابراتُ العراقية وأدخلوه سجن الحاكمية فلبث سنة كاملة.
درس عند محمد الصدر لفترة طويلة، وبعد مقتل الصدر كان الطائي أحد المشاركين في فتح مكتب محمد الصدر مع الشيخ محمد اليعقوبي ومقتدى الصدر، إلا أنه خرج بسبب تقاطع توجهاته عن توجهات اليعقوبي ومقتدى الصدر وأخذ يتعنون بعنوانه كمرجع ديني.
أبرز مواقفه بعد الاحتلال الأمريكي للعراق هي افتاؤه بوجوب مقاومة المحتل بدون الرجوع لإذن الحاكم الشرعي، وقد جسد هذه الفتوى بوقوفه في انتفاضتي النجف والفلوجة خلال عهد رئيس الوزراء إياد علاوي، حيث لم يخرج من النجف حال حصول المعارك فيها. أسس لواء أبو الفضل العباس للدفاع عن المراقد الشيعية.

## كتبه
- المرأة حقوقها وأدوارها
- النهج في طبنا الشرعي
- ولاية الفقية
- زيارة القبور ومجالس الفاتحة
- النهج الواضح
- السنينة العشائريه الشرعية
- فقه العلوة
- فقه الدستور
- فقه العقارات
- مناسك الحج
- وقفه مع الشعائر الحسينية
- تقنين الاستنساخ البشري
- فقه الحاسوب
- فقه النحل
- فقه الانتخابات
- نظرة فقيه في الزواج
- فقه المفاعلات النووي
- فقة الشورجة
- فقه زرع الاعضاء
- فقه الطب المعاصر
- فقه المدرسين
- النهج في مشروعية الانتخابات
- السلام هوية الإسلام
- مالكية الدولة ومجهول المالك
- مبحث صلاة الجمعة
- العربون
- الأمر بالمعروف والنهي عن المنكر قرآنيا
- الأمر بالمعروف والنهي عن المنكر روائياً

## أهم آرائه
آمن الطائي بولاية الفقيه، وفي حزيران سنة 2010، ذكرَ الطائي أنه مستعد لتسلم منصب رئاسة الوزراء، وارتبط الطائي بكتيبة الشهيد أحمد أبو حمزة ولواء أبو الفضل العباس وكادره «لواء الرد السريع» (المعروف أيضاً بأفواج الكفيل)، و فصائل شيعية أخرى. وله فتاوى، منها:
- فتوى مقاتلة الاحتلال الأمريكي سنة 2003 بدون الرجوع لإذن الحاكم الشرعي، مؤيداً لمقتدى الصدر بالنجف.
- فتوى التدخل والقتال في سوريا لحماية المراقد الشيعية بدمشق. قال الطائي: «إن الفكرة بدأت من النجف من خلال مجموعة من الشباب استأذنونا في تشكيل لواء أبو الفضل العباس، وأرسلت لهم فيما بعد رسالة واضحة، أخذت على أيديهم وباركت لهم العمل لأنه يمثل قضية أساسية بالنسبة للمذهب الشيعي لكي لا تتكرر المأساة في سوريا وافقنا على تشكيل لواء أبو الفضل العباس في سوريا وأكدنا للشباب أنه ينبغي علينا المحافظة على مرقد السيدة زينب، بل نعتبر الدفاع عن مرقدها أمراً ضرورياً جداً للمحافظة على السلم في العراق فضلاً عن سوريا، قبل فترة جاءني مجموعة من هؤلاء المؤمنين من لواء أبو الفضل العباس ليشكروني على دعمهم والإذن لهم وليؤكدوا لي أنني المرجع الوحيد الذي شجعهم... ولا يمثل عملنا تدخلاً إلى جانب أحد الطرفين في سوريا؛ لأن هذا بعد سياسي لا نتدخل فيه وما يهمنا الدفاع عن مقدساتنا»، وفي شباط سنة 2013 نفى التيار الصدري علاقته باللواء المذكور.
- فتوى تشكيل مليشيات لجماية المراقد الشيعية بالعراق.
- فتوى قتال تنظيم الدولة (داعش) بالعراق وسوريا.
- فتوى مقاتلة القوات التركية إن تدخلت في العراق، وعدّ الطائي ذلك «واجباً شرعياً وأخلاقياً، إضافةً إلى المقاومة العسكرية، هناك طرق أخرى لمقاومتها منها مقاطعة الشركات والبضائع التركية».
- إشادة بالتدخل الروسي في الحرب الأهلية السورية.
- طالب بوضع السعودية تحت الوصاية الدولية عقب إعدام الممكلة المرجع الشيعي نمر باقر النمر وقيادتها التحالف العربي لمحاربة الحوثيين في اليمن.
- فتوى استمرار زيارة الأماكن الدينية وإقامة صلوات الجماعة والجمعة خلال جائحة فيروس كورونا، قائلًا بأن «الفيروس لا يصيب المؤمنين».[4]

## وفاته
توفي صباح الأحد في 16 أيلول/سبتمبر 2023، وعُمره 63 سنة، بعد صراع مع المرض.